# Prison de Whitemoor
 (mars 2025).
Si vous disposez d'ouvrages ou d'articles de référence ou si vous connaissez des sites web de qualité traitant du thème abordé ici, merci de compléter l'article en donnant les références utiles à sa vérifiabilité et en les liant à la section « Notes et références ».
HM Prison Whitemoor
La prison de Whitemoor (en anglais : HM Prison Whitemoor) est une prison pour hommes de catégorie A (haute sécurité) et une prisons de dispersion (en) située près de la localité de March, dans le comté du Cambridgeshire; dans la région de l'Angleterre de l'Est, en Angleterre.
L'établissement est géré par le His Majesty's Prison Service.

## Histoire
La prison de Whitemoor a été construite sur le site d'une ancienne gare de triage ferroviaire et a été ouverte en 1991 par Norma Major.
En septembre 1994, sous la direction de Brodie Clark, six prisonniers, dont le gangster londonien Andy Russell, Paul Magee et d'autres membres de l'IRA, se sont évadés de l'unité spéciale de sécurité de la prison après avoir introduit une arme en contrebande dans la prison. Tous ont été repris en quelques minutes.
En avril 2005, la prison a connu des plaintes au sujet d'une éolienne située près de la prison de Whitemoor qui tenait les prisonniers et qui a du être éteinte tôt le matin car les ombres qu'elles créaient agaçaient les détenus. La turbine avait été arrêtée en raison d'éventuels problèmes de sécurité si les prisonniers étaient contrariés par les ombres vacillantes.
En août 2005, la prison a été fermée pendant deux jours à la suite d'une explosion dans une aile. Une fouille complète a été effectuée après l'explosion, elle n'a causé aucun dommage notable à la prison.
En juin 2006, un rapport d'inspection de l'inspecteur en chef des prisons de Sa Majesté a critiqué le personnel de la prison de Whitemoor pour avoir ignoré les prisonniers et ne pas avoir répondu assez rapidement à leurs questions et demandes. Le rapport critique également les soins de santé et la pharmacie de la prison, affirmant également que les prisonniers noirs et asiatiques ressentent une discrimination volontaire à leur égard. Le rapport a néanmoins fait l'éloge des unités spécialisées de Whitemoor – comme l'aile des troubles de la personnalité dangereux et graves – qui, selon les informations disponibles, présentent de bons résultats.

### Extrémisme religieux dans la prison
Un autre rapport d’inspection a déclaré, en octobre 2008, que le personnel de la prison de Whitemoor avait le sentiment que les détenus musulmans tentaient de radicaliser et convertir à l'islam d’autres détenus de la prison. Selon les inspecteurs, les agents avaient tendance à traiter les prisonniers musulmans comme des extrémistes et des risques potentiels pour la sécurité, même si seulement huit d’entre eux avaient été condamnés pour des délits terroristes. En raison des préoccupations soulevées par cette inspection, d'autres visites de chercheurs de l'Institut de criminologie de Cambridge, commandées par le ministère de la Justice, ont été organisées entre 2009 et 2010 pour interroger le personnel et les détenus.
En novembre 2011, l'Institut de criminologie de Cambridge a publié les résultats de ses chercheurs. Plusieurs prisonniers ont déclaré aux chercheurs qu'ils s'étaient convertis à l'islam pour se protéger ou parce qu'ils avaient été intimidés : les raisons avancées pour justifier leur conversion comprenaient « la recherche de soins et de protection », « l'appartenance à un clan ». Les non-croyants évitaient toute confrontation avec les détenus musulmans de peur que cela ne conduise à des représailles de la part des détenus musulmans, et évitaient de cuisiner du porc dans les cuisines communes ou de se déshabiller sous les douches de peur de les offenser. Un certain nombre de non-musulmans et de gardiens de prison ont affirmé que les convertis le faisaient pour rejoindre un « clan organisé » qui « glorifiait le comportement terroriste et exploitait la peur qui y était associée ». Les non-musulmans recevaient la visite de détenus porteurs de littérature islamique, qui leur disaient de « lire ceci » et promettaient qu’ils seraient à l’abri de toute agression physique s’ils changeaient de foi pour se convertir à l'islam. Dans sa conclusion, le rapport note : « La nouvelle composition de la population, comprenant des détenus plus jeunes, plus noirs, issus de minorités ethniques et de races mixtes, et un nombre élevé de détenus musulmans, perturbe les hiérarchies établies dans la prison. Les relations sociales entre détenus sont devenues complexes et moins visibles. Un pouvoir excessif circule entre certains groupes de détenus, avec des risques réels de violence grave. Le niveau de peur est élevé dans la prison. En particulier, il existe des tensions et des craintes liées à l'« extrémisme » et à la « radicalisation ».
Un rapport de l'inspecteur en chef de la prison, à la suite d'une inspection en janvier 2014, indiquait que la prison abritait 454 hommes adultes, dont environ 40 % étaient musulmans. Le rapport a identifié « certains prisonniers musulmans condamnés pour des délits terroristes qui ont eu une influence néfaste sur les autres ».

### Attaque du 9 janvier 2020
Le 9 janvier 2020, vers 9 h 10, deux prisonniers portant de fausses ceintures d’explosifs se sont approchés d’un gardien de prison et l’ont attaqué. Le gardien de prison a été blessé à la tête et au cou et les agresseurs ont utilisé des armes blanches improvisées lors de l'agression. Trois agents pénitentiaires et une infirmière ont également été blessés alors qu'ils se précipitaient pour aider leur collègue poignardé. L'un des agresseurs serait Brusthom Ziamani, âgé de 24 ans, reconnu coupable d'avoir préparé un acte de terrorisme en 2015. Ziamani a été aidé par un autre prisonnier, un musulman converti qui purgeait une peine pour un délit violent.

## La prison aujourd'hui
Whitemoor abrite environ 500 des prisonniers les plus dangereux du Royaume-Uni. La prison dispose d'une unité pour les troubles graves de la personnalité dangereux et d'un centre de surveillance rapprochée. Par ailleurs, Whitemoor n'accepte aucun prisonnier purgeant une peine de moins de 4 ans.
La prison comprend des programmes de réinsertion avec des cours de formation professionnelle dans le secteur de la construction et de l'artisanat du meuble, ainsi que des ateliers de production comprenant des travaux de recyclage et une blanchisserie. La prison propose des cours d'éducation à temps plein et à temps partiel, notamment des cours de compétences de base, des diplômes GCSE et des cours universitaires ouverts.
Le centre de santé comprend un établissement de soins hospitaliers de neuf lits. Le centre emploie un médecin à temps plein et fournit des services infirmiers à toute période. Une couverture médicale en dehors des heures ouvrables est assurée par un service de garde.